# Гиль, Степан Казимирович
Степан Казимирович Гиль (1888 — 5 января 1966, Москва) — личный шофёр Владимира Ленина, первый начальник Гаража особого назначения (1920).

## Биография
До революции служил в Императорском гараже шофёром. С 1917 года стал личным водителем Владимира Ленина, управлял автомобилем Rolls-Royce Silver Ghost.
Свидетель покушений на Ленина в 1918 и 1919 году. В 1920 году назначен начальником Гаража особого назначения. После смерти Ленина был водителем Анастаса Микояна и Андрея Вышинского.
В 1930 году стал членом ВКП(б). В 1945 году сопровождал Вышинского в поездке в побеждённую Германию с целью подобрать для него среди трофейных автомашин самый качественный автомобиль.
Умер в 1966 году в Москве. Похоронен в колумбарии Новодевичьего кладбища.

## Публикации
Гиль С. К. Шесть лет с В. И. Лениным. Воспоминания личного шофёра — М.: Молодая гвардия, 1957.

## Киновоплощения
- Николай Терехов — «Ленин в 1918 году», 1939 год.
- Марк Бернес — «Аппассионата», 1963 год.
- Евгений Князев — «Экспроприатор», 2018 год.